# Anne Beale

Anne Beale

Anne Beale (* 1816; † 17. April 1900 in South Hampstead, London Borough of Camden) war eine walisische Schriftstellerin.
Beale lebte lange Jahre in Llandilo, Carmarthenshire. Sie veröffentlichte eine Vielzahl Novellen und Erzählungen. 1842 veröffentlichte sie einen Gedichtband. In vielen ihrer Bücher, die sich vor allem an Mädchen richteten, befasste sich Beale thematisch mit Wales. Des Weiteren schrieb sie Artikel zu walisischen Themen in Periodika.

## Veröffentlichungen (Auswahl)
- The Vale of the Towey, or Sketches in South Wales (1844)
  - neu aufgelegt als Traits and Stories of the Welsh Peasantry (1849)
- The Baronet's Family (1852)
- Simplicity and Fascination: or, Guardians and Wards. (1855)
- Nothing Venture, Nothing Have (1864)
- Country Courtships (1869)
- Fay Arlington (1875)
- The Pennant Family (1876)
- The Miller's Daughter (1878)
- Rose Mervyn of Whitelake (1879)
- Idonea (1881)
- Gladys the Reaper (1881)
- Squire Lisle's bequest (1883)
- Courtleroy (1887)
- Restitution (1889)
- Charlie Is My Darling (1891)